# Herbert Klepp
Herbert Klepp (Viena, 14 de mayo de 1923) es un deportista austríaco que compitió en piragüismo en la modalidad de aguas tranquilas. Ganó tres medallas en el Campeonato Mundial de Piragüismo en los años 1948 y 1950.
Participó en los Juegos Olímpicos de Londres 1948, donde finalizó décimo en la prueba de K1 10 000 m.

## Palmarés internacional
| Campeonato Mundial | Campeonato Mundial     | Campeonato Mundial | Campeonato Mundial |
| Año                | Lugar                  | Medalla            | Evento             |
| ------------------ | ---------------------- | ------------------ | ------------------ |
| 1948               | Londres (Reino Unido)  | Medalla de plata   | K4 1000 m          |
| 1950               | Copenhague (Dinamarca) | Medalla de bronce  | K1 4 × 500 m       |
| 1950               | Copenhague (Dinamarca) | Medalla de bronce  | K4 1000 m          |